# Damien (serial telewizyjny)
Damien – amerykański serial telewizyjny z gatunku horror, wyprodukowany przez 20th Century Fox Television oraz Fox 21. Serial jest kontynuacją filmu Omen z 1976 roku w reżyserii Richarda Donnera. Pomysłodawcą serialu jest Glen Mazzara. Damien był emitowany od 7 marca 2016 roku do 9 maja 2016 roku przez A&E.
W Polsce serial był udostępniony w usłudze +Seriale od 8 marca 2016 roku do 10 maja 2016 roku.
20 maja 2016 roku stacja A&E ogłosiła anulowanie serialu po jednym sezonie.

Serial w polskiej telewizji jest emitowany od 20 sierpnia 2016 roku przez Fox Polska

## Opis fabuły
Serial skupia się na życiu Damiena Thorna, dorosłego człowieka świadomego istnienia diabelskich mocy.

## Obsada

### Główna
- Bradley James jako Damien Thorn[5]
- Barbara Hershey jako Ann Rutledge[6]
- Megalyn Echikunwoke jako Simone Baptiste[7]
- Omid Abtahi jako Amani Golkar[8]
- Scott Wilson jako John Lyons[9]

### Drugoplanowe
- David Meunier jako detektyw James Shay[10]
- Tiffany Hines jako Kelly Baptiste
- Gerry Pearson jako The Cassocked Man
- Brody Bover jako Jacob Shay

## Odcinki
| #  | Tytuł               | Reżyseria           | Scenariusz                | Premiera (A&E)   | Premiera (Seriale+) |
| -- | ------------------- | ------------------- | ------------------------- | ---------------- | ------------------- |
| 1  | The Beast Rises     | Shekhar Kapur       | Glen Mazzara              | 7 marca 2016     | 8 marca 2016        |
| 2  | Second Death        | Ernest R. Dickerson | Mark Kruger               | 14 marca 2016    | 15 marca 2016       |
| 3  | The Deliverer       | Guillermo Navarro   | Ryan C. Coleman           | 21 marca 2016    | 22 marca 2016       |
| 4  | The Number of a Man | Bronwen Hughes      | Nazrin Choudhury          | 28 marca 2016    | 29 marca 2016       |
| 5  | Seven Curses        | Mikael Salomon      | K.C. Perry                | 4 kwietnia 2016  | 5 kwietnia 2016     |
| 6  | Temptress           | Nick Copus          | Richard Hatem             | 11 kwietnia 2016 | 12 kwietnia 2016    |
| 7  | Abattoir            | T.J. Scott          | Mark Kruger               | 18 kwietnia 2016 | 19 kwietnia 2016    |
| 8  | Here Is Wisdom      | Tim Andrew          | Sarah Thorp               | 25 kwietnia 2016 | 26 kwietnia 2016    |
| 9  | The Devil You Know  | Jennifer Lynch      | K. C. Perry, Glen Mazzara | 2 maja 2016      | 3 maja 2016         |
| 10 | Ave Satani          | Nick Copus          | Glen Mazzara              | 9 maja 2016      | 10 maja 2016        |

## Produkcja
26 sierpnia 2014 roku stacja Lifetime zamówiła pierwszy sezon serialu Damien. 30 kwietnia 2015 roku stacja A&E przejęła serial od stacji Lifetime, a także zwiększyła liczbę odcinków pierwszego sezonu do dziesięciu.